# Escrime aux Jeux olympiques d'été de 1952
Navigation
Londres 1948 Melbourne 1956
Cette page présente les résultats des compétitions d'escrime aux Jeux olympiques d'été de 1952.
Sept épreuves ont eu lieu :
- six chez les hommes (trois individuelles et trois par équipes) ;
- une chez les femmes (fleuret individuel).

## Tableau des médailles
| Rang | Nation   | Or | Argent | Bronze | Total |
| ---- | -------- | -- | ------ | ------ | ----- |
| 1    | Italie   | 3  | 4      | 1      | 8     |
| 2    | Hongrie  | 2  | 2      | 2      | 6     |
| 3    | France   | 2  | 0      | 1      | 3     |
| 4    | Suède    | 0  | 1      | 0      | 1     |
| 5    | Suisse   | 0  | 0      | 2      | 2     |
| 6    | Danemark | 0  | 0      | 1      | 1     |

## Résultats

### Podiums masculins
| Épreuves                                | Or | Argent | Bronze                                                                                                  |
| --------------------------------------- | --- | --- | --- |
| Épée individuelle résultats détaillés   | Edoardo Mangiarotti (ITA)                                                                                      | Dario Mangiarotti (ITA)                                                                                      | Oswald Zappelli (SUI)                                                                                   |
| Épée par équipes résultats détaillés    | Italie Dario Mangiarotti Edoardo Mangiarotti Giuseppe Delfino Franco Bertinetti Roberto Battaglia Carlo Pavesi | Suède Carl Forssell Lennart Magnusson Bengt Ljungquist Per Carleson Berndt-Otto Rehbinder Sven Fahlman       | Suisse Otto Rüfenacht Paul Barth Oswald Zappelli Mario Valota Willy Fitting Paul Meister                |
| Fleuret individuel résultats détaillés  | Christian d'Oriola (FRA)                                                                                       | Edoardo Mangiarotti (ITA)                                                                                    | Manlio Di Rosa (ITA)                                                                                    |
| Fleuret par équipes résultats détaillés | France Christian d'Oriola Adrien Rommel Jacques Noël Claude Netter Jacques Lataste Jéhan de Buhan              | Italie Giancarlo Bergamini Antonio Spallino Giorgio Pellini Renzo Nostini Manlio Di Rosa Edoardo Mangiarotti | Hongrie Aladár Gerevich Lajos Maszlay Endre Palócz József Sákovics Endre Tilli Tibor Berczelly          |
| Sabre individuel résultats détaillés    | Pál Kovács (HUN)                                                                                               | Aladár Gerevich (HUN)                                                                                        | Tibor Berczelly (HUN)                                                                                   |
| Sabre par équipes résultats détaillés   | Hongrie Tibor Berczelly Rudolf Kárpáti Pál Kovács Aladár Gerevich Bertalan Papp László Rajcsányi               | Italie Mauro Racca Giorgio Pellini Renzo Nostini Roberto Ferrari Vincenzo Pinton Gastone Darè                | France Jean Levavasseur Jacques Lefèvre Jean Laroyenne Maurice Piot Jean-François Tournon Bernard Morel |

### Podium féminin
| Épreuves                               | Or                 | Argent           | Bronze               |
| -------------------------------------- | ------------------ | ---------------- | -------------------- |
| Fleuret individuel résultats détaillés | Irene Camber (ITA) | Ilona Elek (HUN) | Karen Lachmann (DEN) |